# Championnats de Tchécoslovaquie de cyclo-cross
Les championnats de Tchécoslovaquie de cyclo-cross ont été organisés entre 1952 et 1992. En 1993, ils sont remplacés par les championnats de République tchèque et de Slovaquie.
En 1961 à Třebíč et en 1968 à Mladá Boleslav, les championnats sont organisés comme un championnat international et les deux sont remportés par des concurrents de la République fédérale allemande. En 1991 et 1992, le championnat est divisé en catégorie professionnel et amateur.

## Palmarès masculin
| Année       | Lieu            | Or                  | Argent              | Bronze              |
| ----------- | --------------- | ------------------- | ------------------- | ------------------- |
| 1952        | Jihlava         | Vlastimil Růžička   | Stanislav Čapek     | Kamil Huňáček       |
| 1953        | Liberec         | Jan Veselý          | Vlastimil Růžička   | M. Málek            |
| 1954        | Třebíč          | Jan Veselý          | J. Nouza            | Vlastimil Růžička   |
| 1955        | Český Brod      | Karel Bouška        | Josef Křivka        | J. Nouza            |
| 1956        | Třebíč          | Karel Bouška        | Josef Skořepa       | Kamil Huňáček       |
| 1957        | Třebíč          | František Jursa     | Kamil Huňáček       | A. Chod             |
| 1958        | Třebíč          | Karel Bouška        | František Jursa     | Antonín Šváb        |
| 1959        | Třebíč          | Karel Bouška        | František Jursa     | A. Havel            |
| 1960        | Třebíč          | Karel Bouška        | František Jursa     | A. Havel            |
| 1961        | Třebíč          | Jaroslav Kvapil     | Jaroslav Antoš      | Jan Hušek           |
| 1962        | Mladá Boleslav  | Jaroslav Antoš      | Karel Bouška        | K. Bučko            |
| 1963        | Bratislava      | Jaroslav Antoš      | Ondřej Gažo         | J. Poláček          |
| 1964        | Prague          | Jaroslav Antoš      | Daniel Gráč         | Ondřej Gažo         |
| 1965        | Zlín            | Jaroslav Antoš      | K. Muller           | Daniel Gráč         |
| 1966        | Petřvald        | Jan Hanzl           | Jaroslav Antoš      | J. Kolář            |
| 1967        | Česká Lípa      | Jaroslav Antoš      | K. Beránek          | Jan Hanzl           |
| 1968        | Mladá Boleslav  | Břetislav Souček    | Pavel Krejčí        | Karel Hasoň         |
| 1969        | Teplice         | Pavel Krejčí        | Hynek Kubíček       | Jiří Murdych        |
| 1970        | Mladá Boleslav  | Pavel Krejčí        | Hynek Kubíček       | Jiří Murdych        |
| 1971        | Prague          | Vojtěch Červínek    | Pavel Krejčí        | Jiří Murdych        |
| 1972        | Prague          | Vojtěch Červínek    | Miloš Fišera        | Jiří Murdych        |
| 1973        | Mladá Boleslav  | Miloš Fišera        | Vojtěch Červínek    | Jiří Kvapil         |
| 1974        | Brno            | Vojtěch Červínek    | Miloš Fišera        | Jiří Murdych        |
| 1975        | Bojnice         | Vojtěch Červínek    | Jiří Mikšík         | Jiří Murdych        |
| 1976        | Mladá Boleslav  | Vojtěch Červínek    | Jaroslav Komoň      | Miloš Fišera        |
| 1977        | Brno            | Miloš Fišera        | Vojtěch Červínek    | Jiří Kvapil         |
| 1978        | Nový Bor        | Miloš Fišera        | Jiří Kvapil         | Jaroslav Komoň      |
| 1979        | Prague          | Miloš Fišera        | Jiří Kvapil         | Petr Klouček        |
| 1980        | Rožmitál        | Petr Klouček        | Jiří Kvapil         | Václav Pochop       |
| 1981        | Plzeň           | Miloš Fišera        | František Klouček   | Jiří Sosnovec       |
| 1982        | Mladá Boleslav  | Petr Klouček        | František Klouček   | Ladislav Šulc       |
| 1983        | Kolín           | Miloslav Kvasnička  | Petr Klouček        | Radomír Šimůnek sr. |
| 1984        | Tábor           | Radomír Šimůnek sr. | Petr Klouček        | Miloslav Kvasnička  |
| 1985        | Banská Bystrica | František Klouček   | Miloslav Kvasnička  | Ondrej Glajza       |
| 1986        | Beroun          | Ondrej Glajza       | Peter Hric          | Petr Klouček        |
| 1987        | Mladá Boleslav  | František Klouček   | Petr Klouček        | Roman Kreuziger     |
| 1988        | Plzeň           | Ondrej Glajza       | Radomír Šimůnek sr. | Karel Camrda        |
| 1989        | Žatec           | Karel Camrda        | Ondrej Glajza       | Peter Hric          |
| 1990        | Tábor           | František Klouček   | Peter Hric          | Miloslav Kvasnička  |
| 1991 (pro)  | Mladá Boleslav  | Radomír Šimůnek sr. | Karel Camrda        | Peter Hric          |
| 1991 (amat) | Mladá Boleslav  | Radovan Fořt        | Pavel Camrda        | Miloslav Kvasnička  |
| 1992 (pro)  | Hlinsko         | Radomír Šimůnek sr. | Peter Hric          | Pavel Elsnic        |
| 1992 (amat) | Hlinsko         | Pavel Elsnic        | Stanislav Bambula   | František Klouček   |

## Sources
- Palmarès sur memoire-du-cyclisme.net
- Palmarès sur cyclebase.nl